# Исцељење трауме (књига)
Исцељење трауме : пионирски програм за обнову мудрости тела (енгл. Healing trauma : a pioneering program for restoring the wisdom of your body) је књига за самопомоћ америчког терапеута Питера А. Левина (енгл. Peter A. Levine) објављена 1999. године. Издавачка кућа Арете објавила је књигу на српски језик 2025. године у преводу Јасне Димитријевић.

## О књизи
Др Питер А. Левин као млади истраживач стреса на Универзитету Калифорније у Берклију открио је да се све животиње, укључујући и људе, рађају са природном способношћу да се опораве од узнемирујућих ситуација и анксиозних поремећаја који су настали као директна последица трауме. Милиони људи, како у области телесне медицине, тако и у психотерапеутским областима, окрећу се револуционарним методама Соматског искуства Питера А. Левина како би ефикасно превазишли ове изазове. Књига нуди читаоцима лични водич за коришћење теорије коју је др Левин први пут представио у свом важном делу Буђење тигра, укључујући: како развити свест о телу да би се „поново преговарало“ и излечиле трауме – уместо да се поново проживе, мере „прве помоћи“ у хитним случајевима за емоционалну патњу и 60-минутни ЦД са вођеним техникама Соматског искуства.
Левин истиче да је „траума чињеница живота - али не мора бити доживотна казна.“ Истиче да уз помоћ једног потпуно интегрисаног алата за самоисцељење, дели своје основне методе за решавање необјашњивих симптома трауме у њиховом извору – телу – како би нас вратио у природно стање у којем би требало да живимо.
Аутор доноси револуционарни приступ исцељењу траума кроз тело – без потребе да се поновно проживљавају болна искуства. Било да се ради о старим ранама, несрећама, губицима или свакодневним стресовима који се акумулирају, књига нуди конкретне алате за повратак баланса, унутарњег мира и осећаја сигурности. Књига је намењена за све који се боре с последицама трауме, било да су свесни њеног извора или не. Препоручује се особама које пате од анксиозности, хроничног стреса, осећаја неповезаности, као и терапеутима, коучевима и здравственим радницима који желе да обогате свој приступ раду с клијентима. Исцељење трауме може бити посебно корисна и онима који желе да разумеју себе дубље, без нужног ослањања на традиционалне методе психотерапије.